# Caix British Cemetery
Pour les articles homonymes, voir Caix (homonymie).
Le Caix British Cemetery   est un cimetière militaire de la Première Guerre mondiale situé  sur le territoire de la commune de Caix, dans le département de la Somme, au sud-est d'Amiens.

## Localisation
Ce cimetière est situé au sud du village, à une centaine de mètres du cimetière communal.

## Histoire

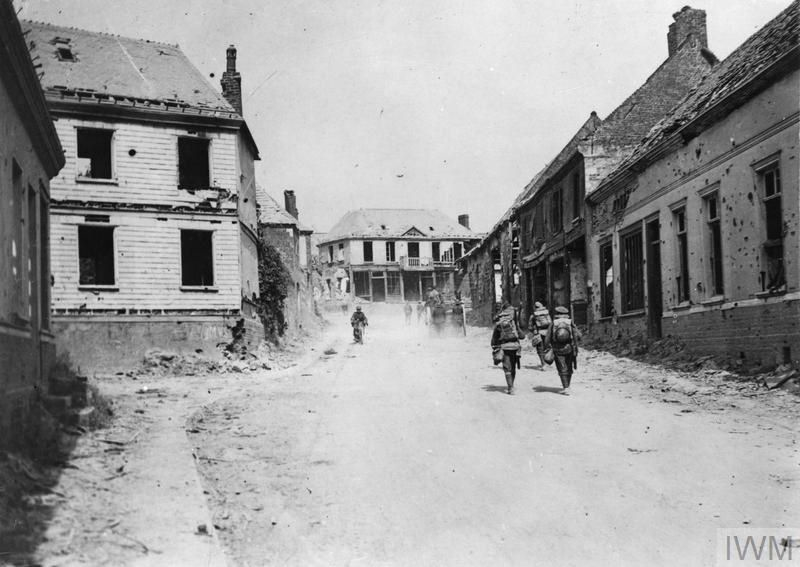
Soldats canadiens patrouillant dans le village le 18 août 1918.

Le village est occupé par les troupes du Commonwealth en mars 1917, le front se stabilisant ensuite à une cinquantaine de kilomètres à l'est .

En mars 1918, l'armée allemande lance, depuis les environs de Saint-Quentin, son Offensive du Printemps en vue de conquérir Amiens. Le village, évacué de ses habitants tombe aux mains des Allemands et ne sera définitivement libéré que le 8 août 1918 par les troupes du Commonwealth.

Le cimetière britannique de Caix  a été créé après l'armistice pour regrouper les corps des soldats inhumés dans de nombreux cimetières provisoires des environs, le plupart tombés en août 1918.

Ce cimetière comporte les corps de 373 soldats du Commonwealth, dont 73 ne sont pas identifiés,.

## Caractéristiques
Ce cimetière, entouré d'un muret de pierre, a un pal carré de 35 m de côté.

La Croix du Sacrifice s'élève sur une  esplanade en bordure de la route.

Il  a été conçu par Sir Herbert Baker et William Harrison Cowlishaw.

## Galerie

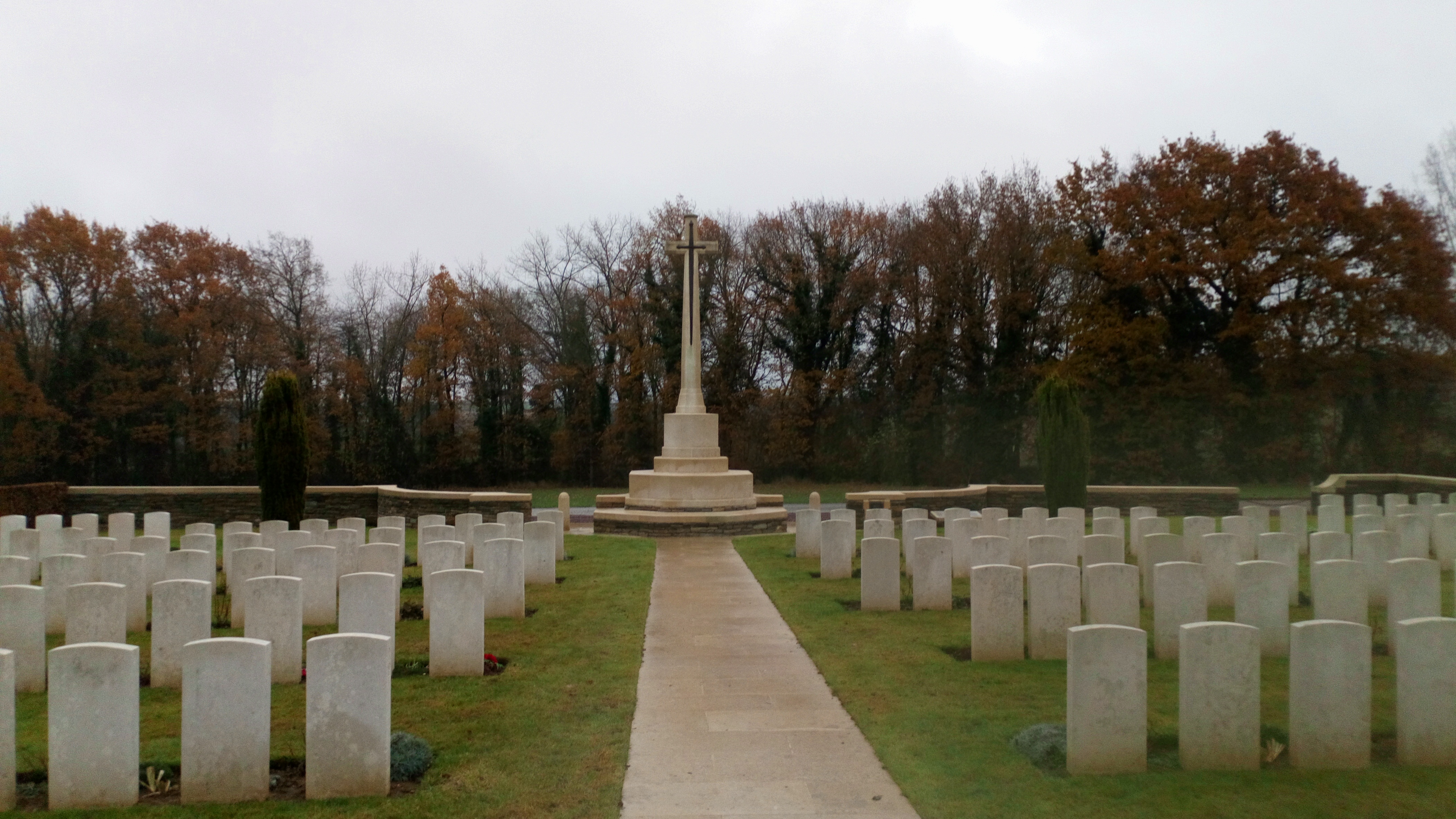
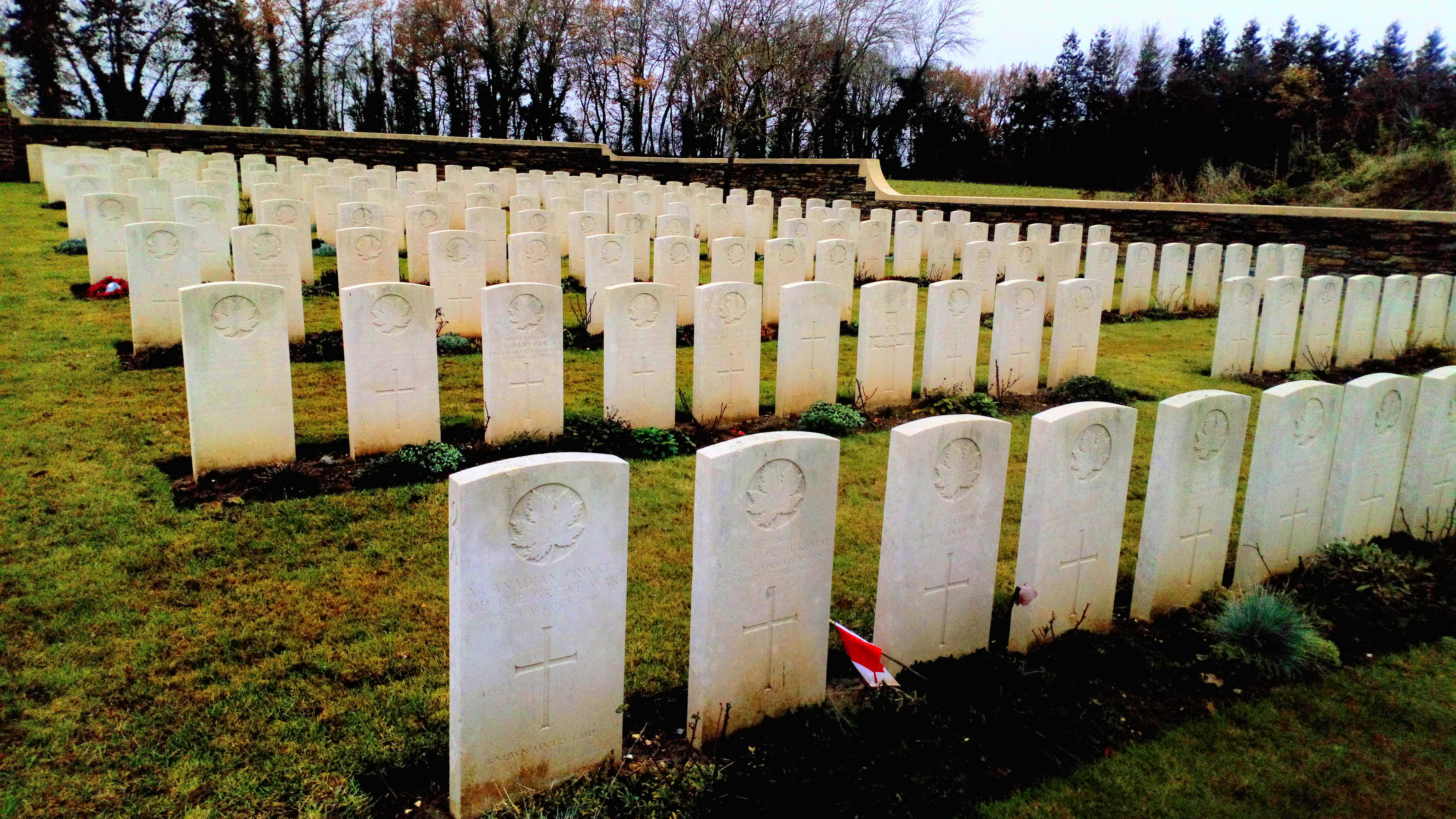
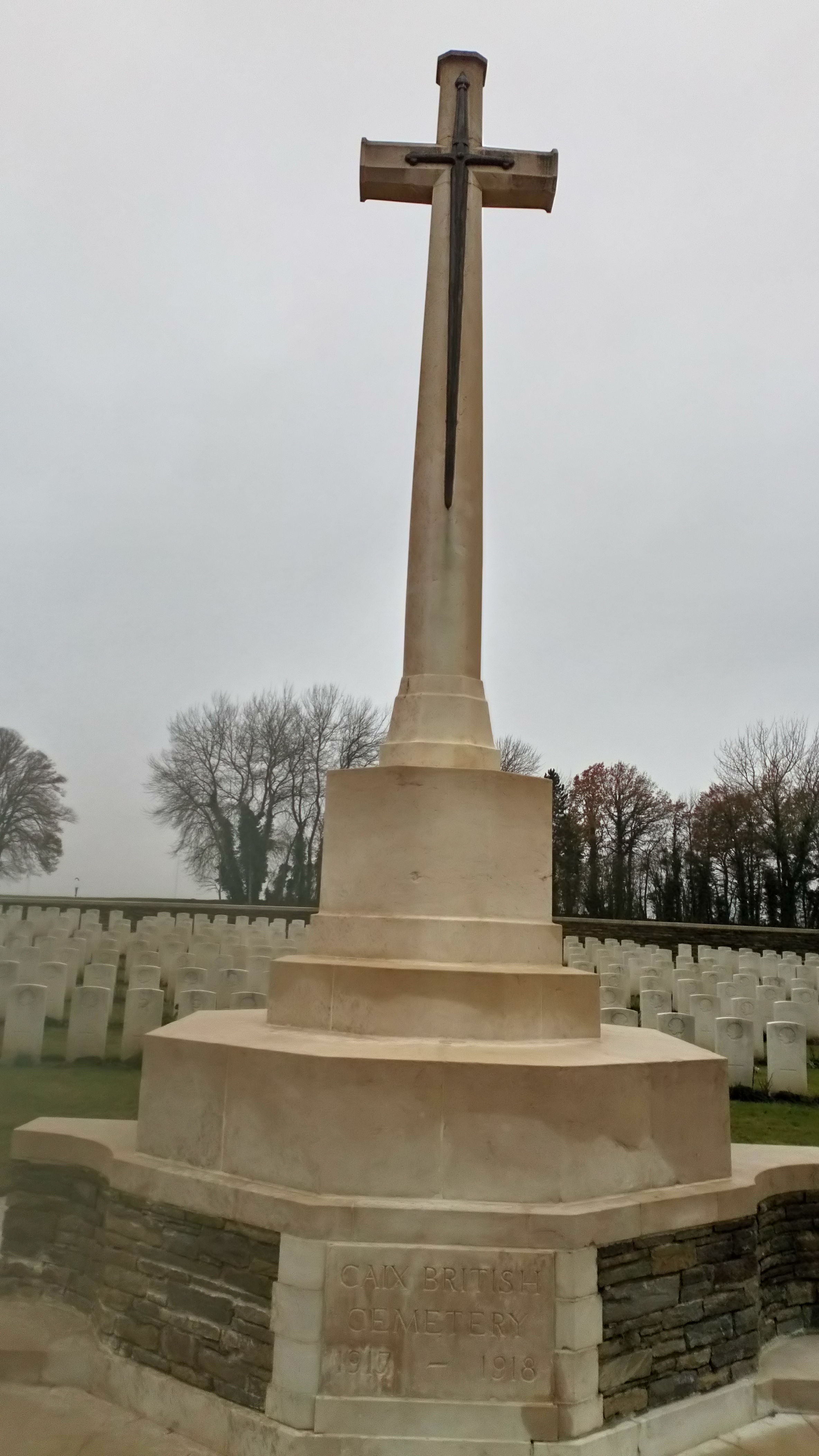
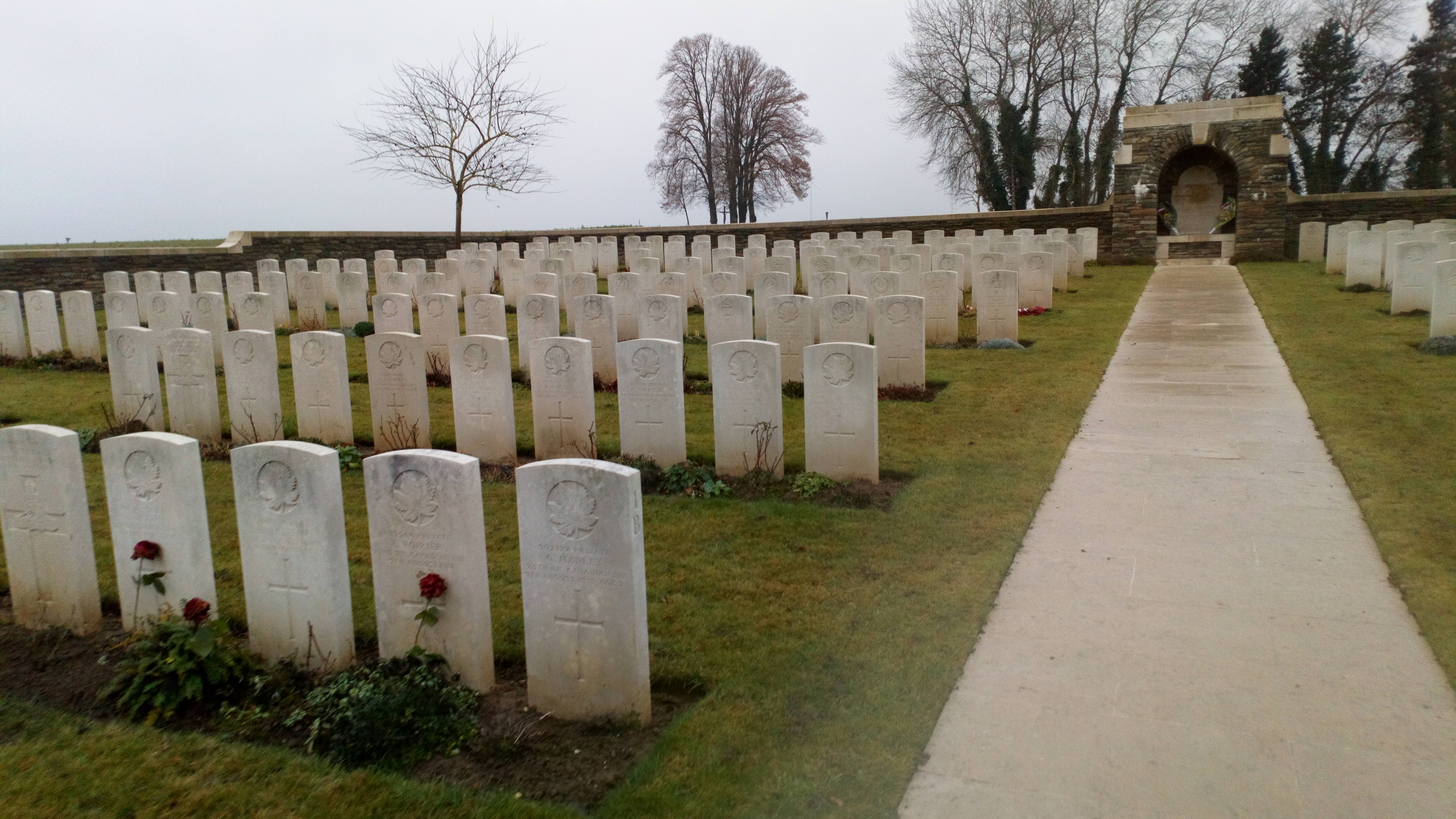

## Sépultures
| Pays        | Sépultures |
| ----------- | ---------- |
| Royaume-Uni | 110        |
| Canada      | 253        |
| Australie   | 10         |
| Total       | 273        |